# 巴特拉珀瑙
巴特拉珀瑙（德語：Bad Rappenau，發音：[baːt ˈʁapənaʊ] ⓘ）是德国巴登-符腾堡州斯图加特行政区海尔布隆县的城市，面积73.56平方千米，2023年12月31日人口为22,586人。